# Citellophilus sungaris
Citellophilus sungaris är en loppart som först beskrevs av Jordan 1929.  Citellophilus sungaris ingår i släktet Citellophilus och familjen fågelloppor.

## Underarter
Arten delas in i följande underarter:
- C. s. sungaris
- C. s. lobatschevi